# Labeobarbus longissimus
Labeobarbus longissimus es una especie de peces de la familia Cyprinidae, orden Cypriniformes.
Son peces dulceacuícolas endémicos del lago Tana (Etiopía ) que pueden llegar alcanzar los 54,8 cm de longitud total.